# Haussömmern
Haussömmern ist eine Gemeinde im Unstrut-Hainich-Kreis in Thüringen. Sie gehört zur Verwaltungsgemeinschaft Bad Tennstedt.

## Geografie

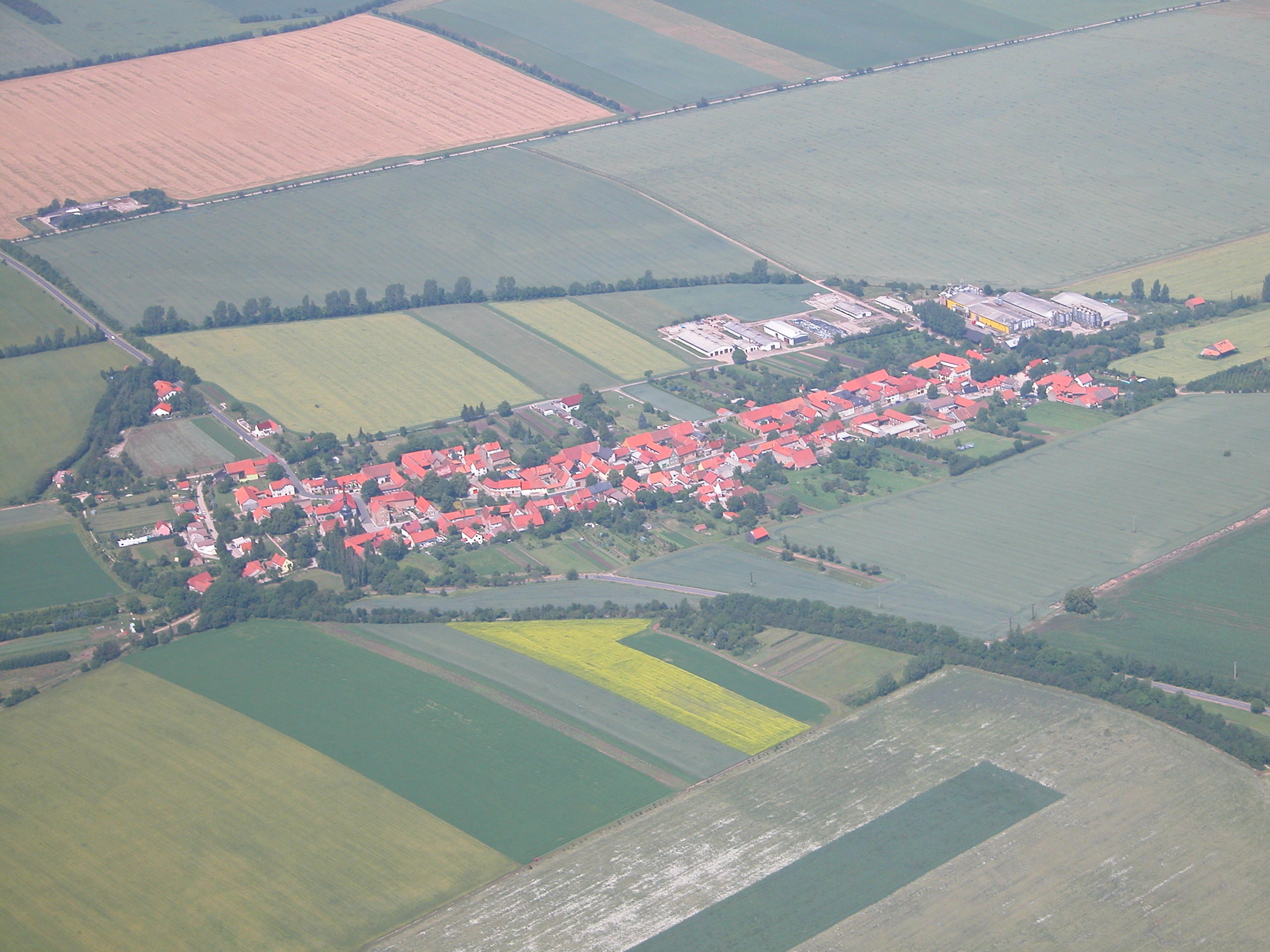
Luftbild Haussömmern

Haussömmern liegt an der L 2090 zwischen Großenehrich und Bad Tennstedt in der flachen Talsenke des Singerbachs, der in der Ortslage entspringt und zum östlich gelegenen Kutzleben fließt. Im Süden erhebt sich der 278 m hohe Högk, im Osten liegt eine Erhebung mit einer Höhe von 297 m. Das Dorf wurde als Anger- oder Straßenangerdorf angelegt.

## Geschichte
Haussömmern gehörte bis 1815 zum kursächsischen Amt Langensalza und nach seiner Abtretung an Preußen von 1816 bis 1944 zum Landkreis Langensalza in der Provinz Sachsen.
1913 wurde eine private Eisenbahnstrecke (Langensalzaer Kleinbahn) von Haussömmern nach Bad Langensalza über Bruchstedt, Urleben, Tottleben, Kirchheiligen, Groß- und Kleinwelsbach, Thamsbrück, und Merxleben gebaut. Diese wurde 1965 von Haussömmern bis Kirchheiligen und 1967 ganz abgebaut.

## Wappen
Die Gemeinde Haussömmern führt derzeit kein Wappen, hatte aber im 18. Jahrhundert ein Bildsiegel in Gebrauch.

## Politik

### Gemeinderat
Der Gemeinderat besteht aus sechs Ratsfrauen und -herren. Bei der Wahl zum Gemeinderat am 26. Mai 2024 wurde folgendes Ergebnis erreicht:
- Freie Wählergemeinschaft Feuerwehr: Stimmenanteil 47,0 %, 2 Sitze
- Wählergemeinschaft `Initiative Haussömmern`: Stimmenanteil 53,0 %, 4 Sitze

Die Wahlbeteiligung lag bei 80,0  Prozent
Die vorigen Wahlen führten zu folgenden Ergebnissen:
| Parteien und Wählergemeinschaften d                                                                         | Parteien und Wählergemeinschaften d | 2019     | 2019   |          | 2014   | 2014     |        | 2009     | 2009   |          | 2004   | 2004     |        | 1999 | 1999 |  | 1994 | 1994 |
| Parteien und Wählergemeinschaften d                                                                         | Parteien und Wählergemeinschaften d | Anteil a | Sitze  | Anteil a | Sitze  | Anteil a | Sitze  | Anteil a | Sitze  | Anteil a | Sitze  | Anteil a | Sitze  |      |      |  |      |      |
| Freie Wählergemeinschaft Feuerwehr                                                                          | FWG f                               | 96,7 %   | 6      | 72,2 %   | 6      | 36,8 %   | 2      | 38,6 %   | 2      | 14,5 %   | 1      | —        | —      |      |      |  |      |      |
| Freie Demokratische Partei                                                                                  | FDP                                 | —        | —      | —        | —      | 63,2 %   | 4      | 61,4 %   | 4      | 57,2 %   | 4      | —        | —      |      |      |  |      |      |
| Christlich Demokratische Union Deutschlands                                                                 | CDU                                 | —        | —      | —        | —      | —        | —      | —        | —      | 8,8 %    | —      | —        | —      |      |      |  |      |      |
| Freie Wählergemeinschaft Elterninitiative Haussömmern                                                       | FWG/EI-H                            | —        | —      | —        | —      | —        | —      | —        | —      | 19,5 %   | 1      | —        | —      |      |      |  |      |      |
| FWG Haussömmern                                                                                             | FWG Haussömmern                     | —        | —      | —        | —      | —        | —      | —        | —      | —        | —      | 100 %    | 6      |      |      |  |      |      |
| Anteil ungültiger Stimmen                                                                                   | Anteil ungültiger Stimmen           | 7,8 %    | 7,8 %  | 5,1 %    | 5,1 %  | 5,9 %    | 5,9 %  | 8,7 %    | 8,7 %  | 5,3 %    | 5,3 %  | 4,1 %    | 4,1 %  |      |      |  |      |      |
| Sitze gesamt                                                                                                | Sitze gesamt                        | 6        | 6      | 6        | 6      | 6        | 6      | 6        | 6      | 6        | 6      | 6        | 6      |      |      |  |      |      |
| Wahlbeteiligung                                                                                             | Wahlbeteiligung                     | 66,1 %   | 66,1 % | 69,4 %   | 69,4 % | 49,5 %   | 49,5 % | 71,1 %   | 71,1 % | 82,1 %   | 82,1 % | 74,7 %   | 74,7 % |      |      |  |      |      |
| a prozentualer Anteil an den abgegebenen gültigen Stimmend Differenz zu 100 %: Sonstigef 1999 als: FWG/Fw-H |                                     |          |        |          |        |          |        |          |        |          |        |          |        |      |      |  |      |      |

### Bürgermeister
Der ehrenamtliche Bürgermeister Denis Voigt wurde am 6. Juni 2010 gewählt. Bei der Bürgermeisterwahl am 12. Juni 2022 wurde er mit 80,2 Prozent für eine dritte Amtszeit gewählt.

## Kultur und Sehenswürdigkeiten

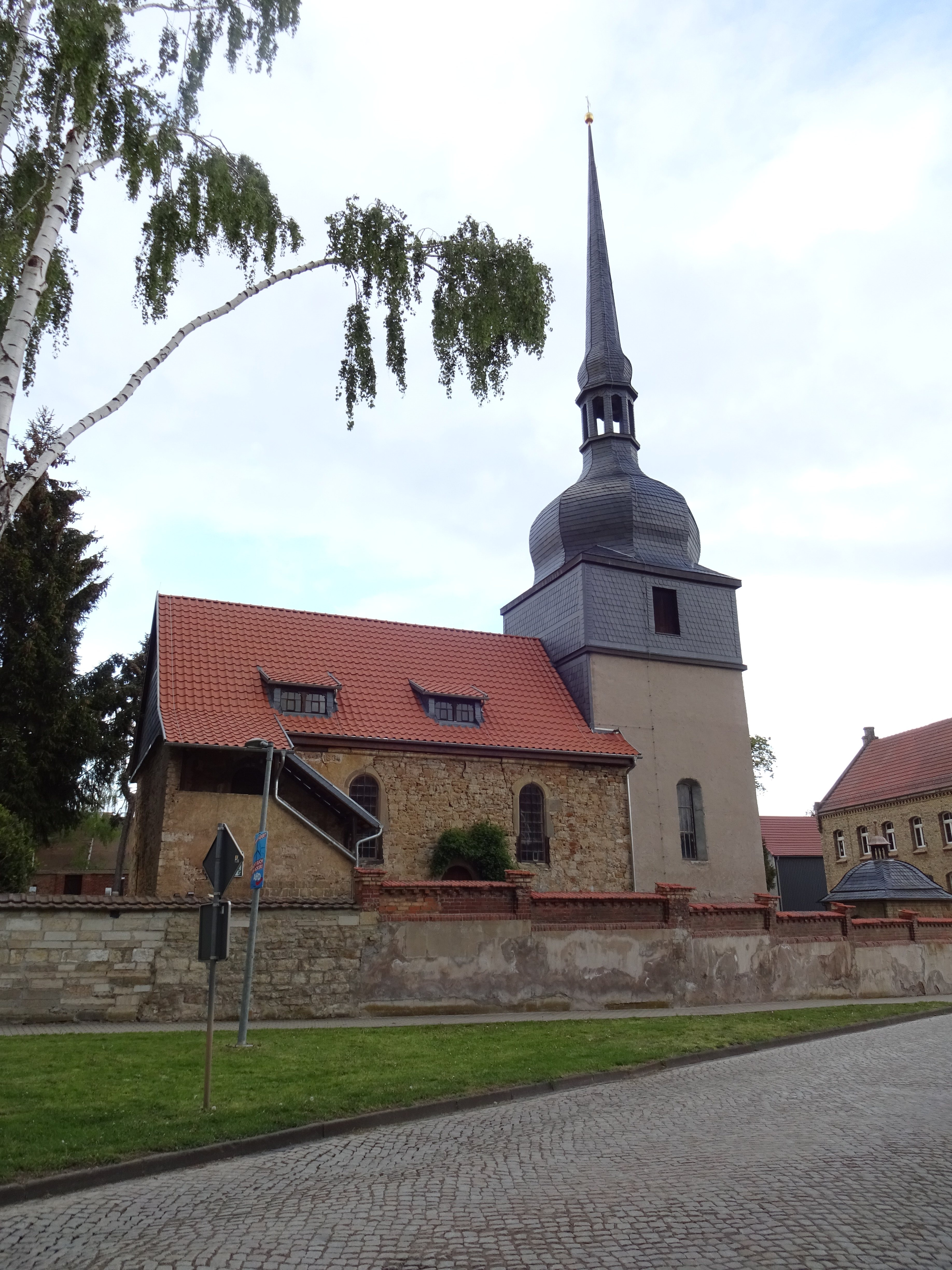
Ambrosiuskirche

- Die evangelische Chorturmkirche St. Ambrosius wurde erstmals 1498 urkundlich erwähnt, ist aber im Kern vermutlich älter. Der Turm trägt ein verschiefertes Fachwerkobergeschoss, eine Zwiebelhaube mit Laterne und eine hohe Helmspitze (Inschrift nennt 1717). Das Langhaus mit steinernem Emporenaufgang ist aus der Zeit um 1600 (vermauerter Stein bezeichnet 1602). Ein Umbau erfolgte 1834. Im Inneren befinden sich eine Stuckdecke im Chor und eine verputzte Holztonne im Langhaus. Die zweigeschossigen Emporen mit Empiremalerei sind von 1834. Der spätbarocke Kanzelaltar zeigt über den Durchgängen Moses und Salvator sowie im Aufsatz Putten, Pelikan und Dreifaltigkeitsglorie. Der Taufstein ist von 1854. Wände und Decke des östlichen Torpavillons des ummauerten Kirchhofs sind in Sgraffitotechnik bemalt.[11]

Kirche St. Ambrosius
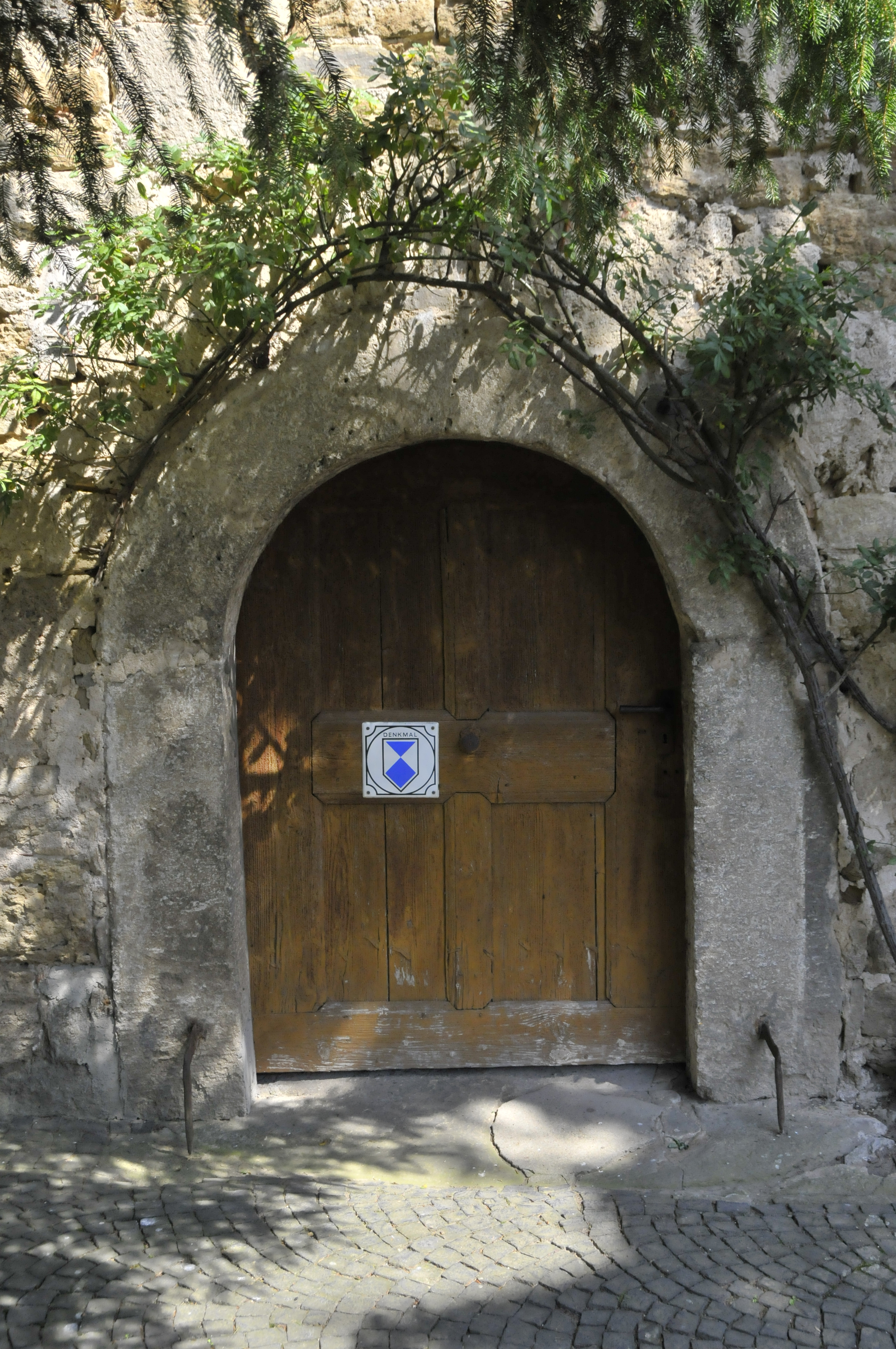
Kirchentür
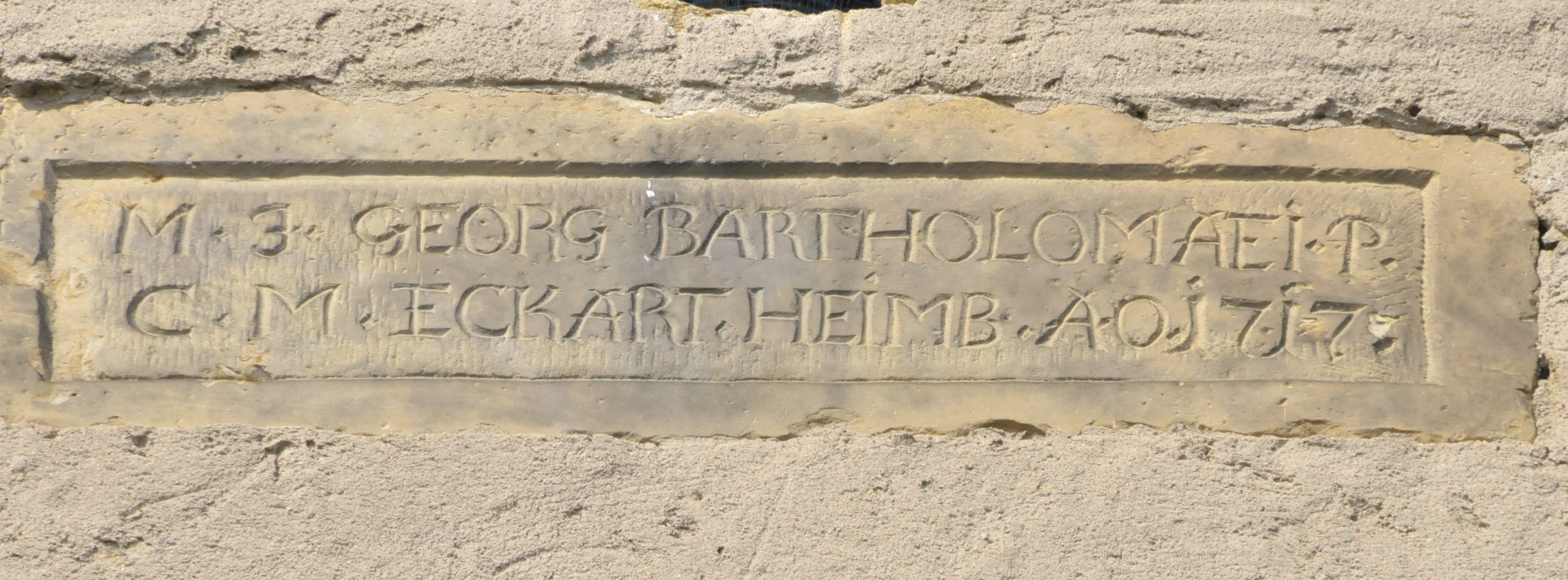
Steintafel an der Kirche mit Jahreszahl 1717. Die Namen sind vermutlich die Stifter der Kirche oder des Kirchturms
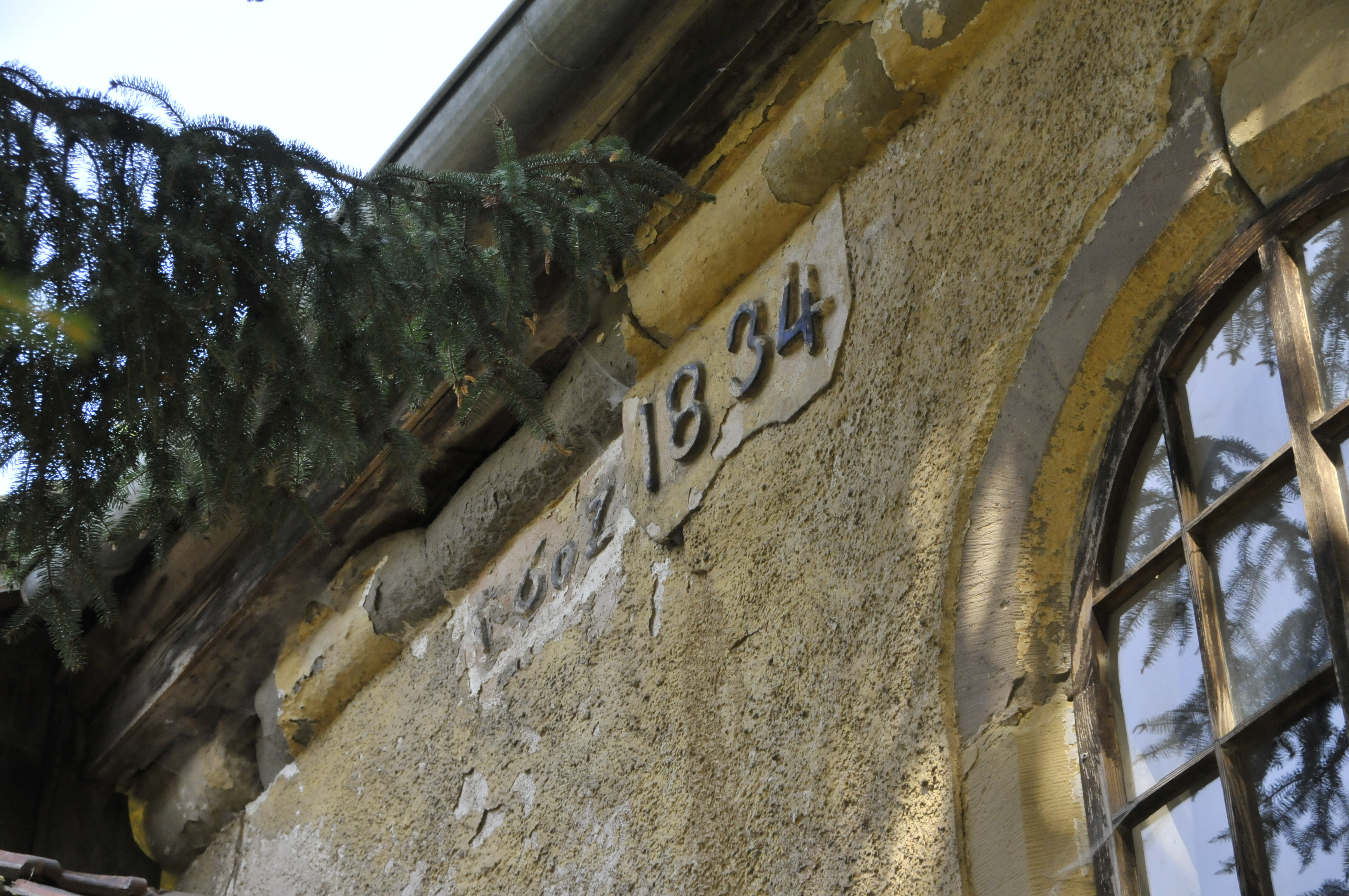
Weitere Jahreszahlen am Söller des Kirchenschiffs neben dem Emporeneingang: 1602 und 1834